# Juan Gris
Juan Gris (Madrid, 23. ožujka 1887. – Boulogne-sur-Seine, 11. svibnja 1927.), španjolski slikar i grafičar 
Pravo ime - Jose Victoriano Gonzalez
Živio je u Parizu. Zbližio se s Picassom i pripada prvoj generaciji kubista. Slika mrtve prirode i bizarne figure sferičkih oblika (ciklus "Harlekini i Pierroti"). Radio je litografije i inscenacije za baletnu grupu Sergeja Djagiljeva, a pisao je i rasprave o slikarstvu.